# ホーリネス弾圧事件
ホーリネス弾圧事件（ホーリネスだんあつじけん）は、第二次世界大戦中にホーリネス系の教会が政府から弾圧された事件である。日本のキリスト教史上、プロテスタント教会に対する最大の迫害である。

## 経緯

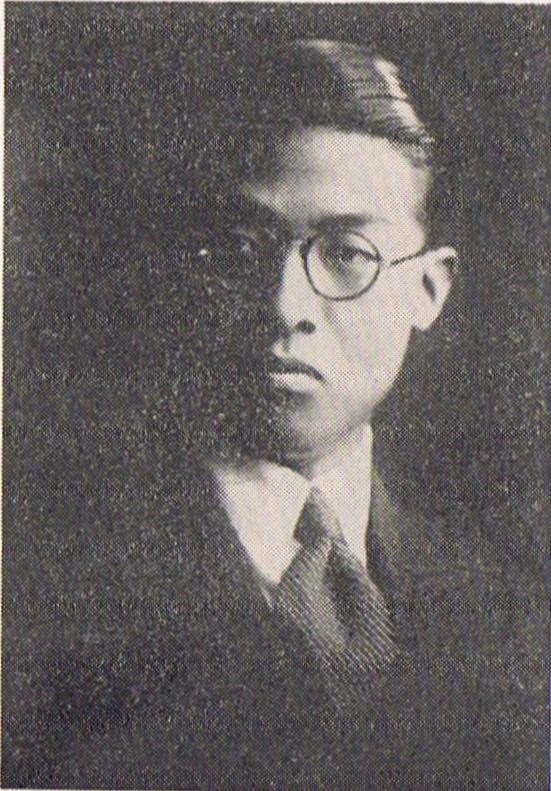
小山宗祐

牧師補小山宗祐が1942年3月26日に獄中死した事件は、ホーリネス弾圧の前触れだった。

### 一斉検挙
1942年6月26日早朝、ホーリネス系の教職者96名が逮捕された。これが、第一次検挙である。1943年4月に第二次検挙が行われて、第一次と第二次を合計すると、日本基督教団に併合されていた第6部（旧日本聖教会）60人、第9部（旧きよめ教会）から62人、妥協して教団に加わらず宗教結社であった東洋宣教会きよめ教会12人、合計124人が逮捕された。これを受けて教団は、「軽々しき行動を慎み、暫く成行きを静観すること」「皇国民たるの自覚に立ち、臣道の実践を志すことを求めた。」
また、日本基督教団の幹部らは、当局のホーリネス検挙を歓迎した。第4部管谷仁主事は、「彼らの熱狂的信仰は我々教団では手の下しようもないくらい気違いじみているため、これを御当局において処断して下さったことは、教団にとり幸いであった。」と述べた。山梨教区長小野善太郎は、「大局的見地からいえば、こうした不純なものを除去することによって日基教団のいかなるものかが一段に認められて、今後の運営上かえって好結果がえられるのではないかと考え、当局の措置に感謝している」と述べた。

### 裁判・殉教

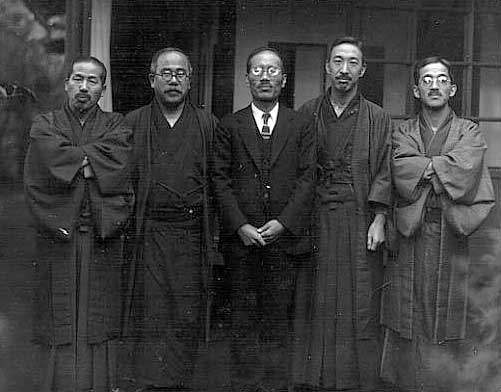
菅野鋭(中央の人物)

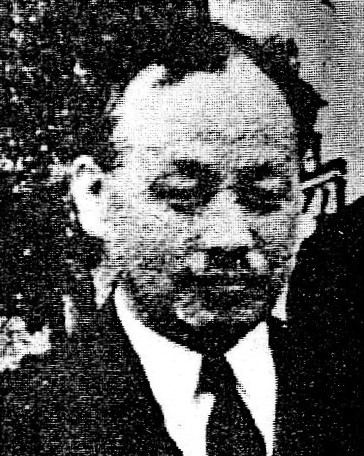
小出朋治

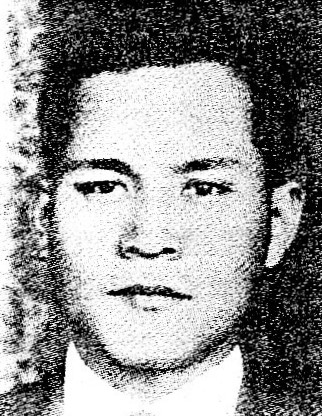
竹入高

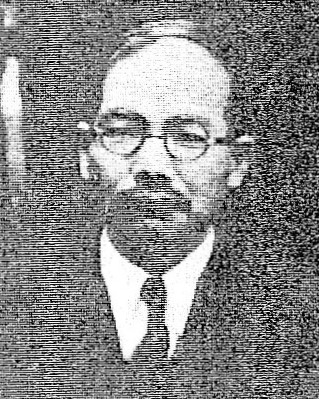
池田長十郎

裁判が行われ、134人の検挙者のうちの75人が起訴された。車田秋次、米田豊らが実刑判決を受けた。全員が上告して、戦後免訴扱いになった。しかし最終的に、菅野鋭、斉藤保太郎、辻啓蔵、小出朋治（獄中での死亡順）、竹入高、池田長十郎、佐野明治（出獄後死亡）らが獄死した。
1943年1月、大審院検事局が3教派の共通定義を行った。
「神は近き将来に於いて「キリスト」を空中に臨ませ義の審判を開始し戦争その他災厄の充満せるいわゆる患難時代を現出せしめたる後「キリスト」を地上に再臨せしめて我国を含む世界各国の統治権を摂取せしめ「キリスト」を統治者、携挙せられたる聖徒を統治に参与する王、神の選民と称するイスラエル人を支配階級となす千年王国なる地上神の国を建設し次で新天新地と称する神の理想社会を顕現すべきものなりとし、天皇統治が右千年王国の建設に際して廃止せらるべきものなりと做す国体を否定すべき内容のものなり」

### ホーリネス強制解散
1943年4月、文部省は宗教団体法に基づき、第六部と第九部の、教会設立認可の取り消し処分と教師を辞任させるように、日本基督教団の富田満統理に通知した。これを受けて、日本基督教団は、獄中にある教師と家族に、教会設立認可の取り消しと、教師の自発的な辞職を求める通知を行った。そして、日本基督教団内のホーリネス系の教会は強制的に解散させられた。
日本基督教団財務局長の松山常次郎は、「結社禁止は当然の処置であるとおもう。日本においてキリスト者が再臨問題をとりあげて説くことがそもそもの間違いである。」と述べた。
富田統理はホーリネスの学的程度が低いからだといって弁明した。　

### 教団の謝罪
1984年、日本基督教団は、当時の誤りを認めて、関係者とその家族を教団総会に招いて公式に謝罪した。第六部と第九部の牧師と遺族が、52人が出席した。

## そのほか治安維持法違反によるキリスト教会弾圧
灯台社（昭和14年46月21日）52名起訴（これは戦後の「ものみの塔」であり、厳密にはキリスト教類似宗教である）。耶蘇基督之新約教会（昭和16年9月12日）22名起訴。安息日再臨教団（昭和18年9月20日）42名検挙、起訴35名、獄死3名。起訴され内6名は信徒。